# Stronger Without You
Stronger Without You (reso graficamente 5TR0NGER W1TH/0UT YOU) è un singolo del gruppo musicale statunitense Julien-K, pubblicato il 20 marzo 2020 come terzo estratto dal quinto album in studio Harmonic Disruptor.

## Video musicale
Il 31 marzo 2020 il gruppo ha pubblicato un lyric video del brano attraverso il proprio canale YouTube.

## Tracce
Testi e musiche di Eric Stoffel, Ryan Shuck, Amir Derakh e Anthony Valcic.
1. Stronger Without You – 4:12

## Formazione
Gruppo
- Ryan Shuck – voce, chitarra, basso, sintetizzatore
- Amir Derakh – chitarra, basso, programmazione, sintetizzatore
- Anthony "Fu" Valcic – programmazione, sintetizzatore

Altri musicisti
- Eric Stoffel – programmazione iniziale, chitarra aggiuntiva, cori
- Alex Gonzales – cori aggiuntivi

Produzione
- Amir Derakh – produzione, missaggio, registrazione
- Anthony "Fu" Valcic – registrazione
- Mike Marsh – mastering